# I Was Born to Love You
"I Was Born to Love You" je samostalni singl britanskog rock pjevača sastava "Queen" Freddieja Mercuryja, koji je i napisao pjesmu. Singl je izdan 9. travnja 1985. i dosegnuo je mjesto broj 11. na UK top ljestvici singlova. Na "B" strani nalazi se "Stop All the Fighting".

## Verzija sastavaQueen(1996.)
Nakon smrti Freddija Mercuryja članovi sastava "Queen" obradili su pjesmu i objavili je na albumu "Made in Heaven" iz 1995. godine. Singl je objavljen samo za japansko tržište.
Pjesma je prvi put izvedena uživo 2006. u Japanu, tijekom turneje sastava "Queen + Paul Rodgers". Roger Taylor i Brian May izveli su je na akustičan način.

## Vanjske poveznice
- Tekst pjesme I Was Born to Love You  Arhivirana inačica izvorne stranice od 19. prosinca 2008. (Wayback Machine)